# Ryder Cup 1949
L'8ª edizione della Ryder Cup si tenne al Southport and Ainsdale Golf Club di Scarborough, North Yorkshire, Inghilterra, tra il 16 ed il 17 settembre 1949.

## Formato
La Ryder Cup è un torneo match play, in cui ogni singolo incontro vale un punto. Dalla prima edizione fino al 1959, il formato consiste, il primo giorno, in incontri tra otto coppie, quattro per squadra, in "alternate shot" , mentre il secondo in otto singolari, per un totale di 12 punti; di conseguenza, per vincere la coppa sono necessari almeno 6½ punti. Tutti gli incontri sono giocati su un massimo di 36 buche.

## Squadre
Regno Unito
- Charles Whitcombe — capitano
- Max Faulkner
- Fred Daly
- Charlie Ward
- Richard Burton
- Jimmy Adams
- Ken Bousfield
- Sam King
- Arthur Lees
- Dai Rees

 Stati Uniti
- Ben Hogan — capitano
- E. J. Harrison
- Bob Hamilton
- Jimmy Demaret
- Sam Snead
- Johnny Palmer
- Skip Alexander
- Clayton Heafner
- Lloyd Mangrum
- Chick Harbert

## Risultati

### Incontri 4 vs 4 del venerdì
| Regno Unito (bandiera) | Risultati | Stati Uniti (bandiera) |
| ---------------------- | --------- | ---------------------- |
| Faulkner/Adams         | 2 & 1     | Harrison/Palmer        |
| Daly/Bousfield         | 4 & 2     | Hamilton/Alexander     |
| Charlie Ward]/King     | 4 & 3     | Demaret/Heafner        |
| Richard Burton/Lees    | 1 up      | Snead/Mangrum          |
| 3                      | Sessione  | 1                      |
| 3                      | Totale    | 1                      |

### Singolari del sabato
| Regno Unito (bandiera) | Risultati | Stati Uniti (bandiera) |
| ---------------------- | --------- | ---------------------- |
| Max Faulkner           | 8 & 7     | E. J. Harrison         |
| Jimmy Adams            | 2 & 1     | Johnny Palmer          |
| Charlie Ward           | 6 & 5     | Sam Snead              |
| Dai Rees               | 6 & 4     | Bob Hamilton           |
| Richard Burton         | 3 & 2     | Clayton Heafner        |
| Sam King               | 4 & 3     | Chick Harbert          |
| Arthur Lees            | 7 & 6     | Jimmy Demaret          |
| Fred Daly              | 4 & 3     | Lloyd Mangrum          |
| 2                      | Sessione  | 6                      |
| 5                      | Totale    | 7                      |